# Donner (cràter)
Donner és un cràter d'impacte situat a la cara oculta de la Lluna, just al nord-est de la Mare Australe, darrere de l'extremitat sud-est de la Lluna. Durant les libracions favorables aquesta part de la superfície lunar es pot observar des de la Terra, encara que amb un angle tan rasant que no es pot apreciar pràcticament cap detall.

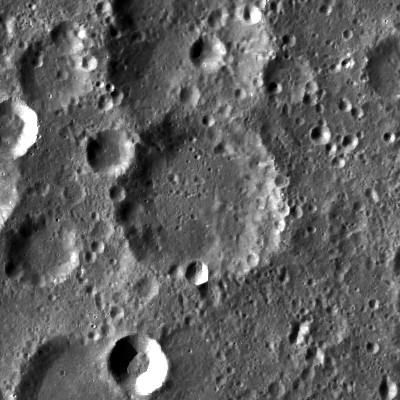
Imatge de la missió LRO
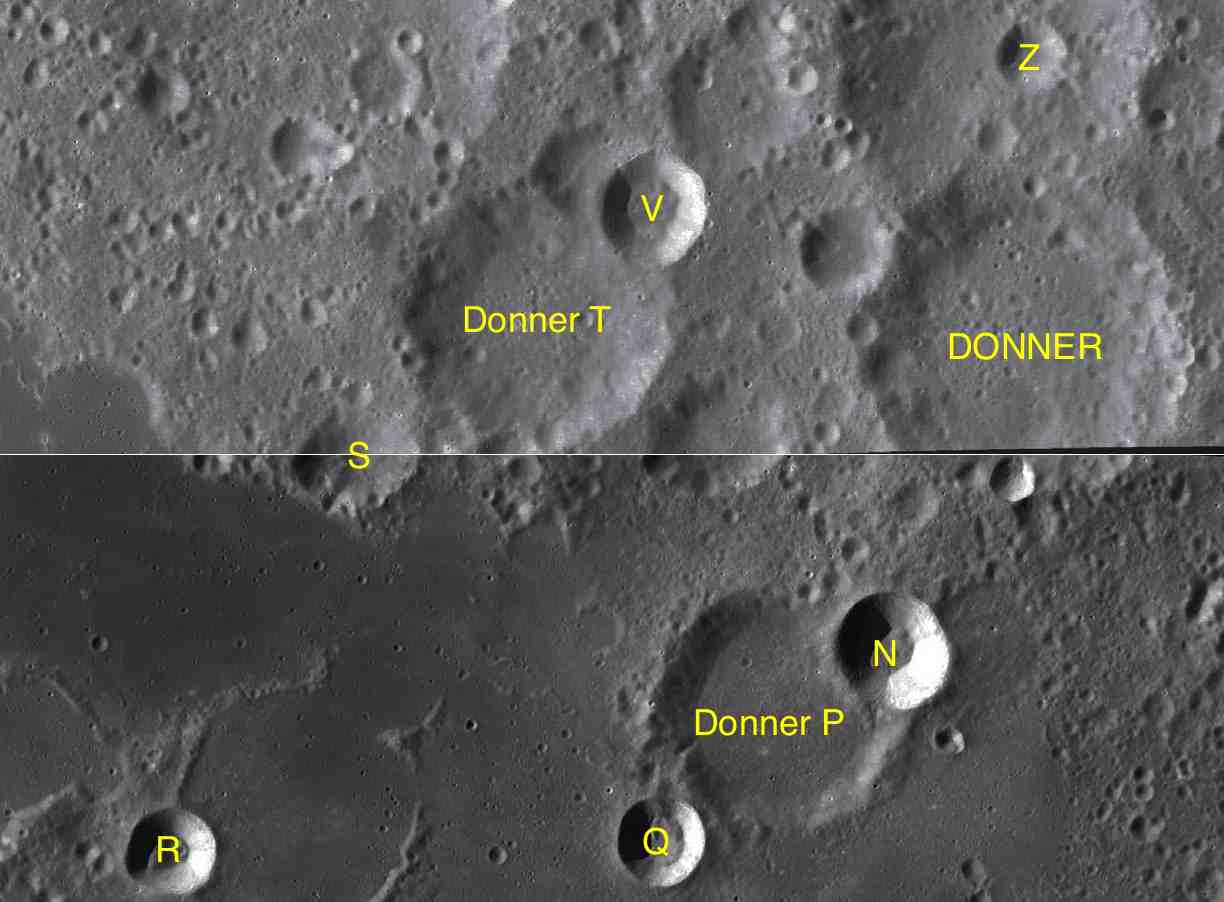
Cràters satèl·lit

Presenta una vora exterior moderadament erosionada, amb diversos cràters petits i altres diminuts que es troben al llarg de la vora. Un parell de petits cràters units s'estenen més enllà de la part sud i de la paret interior. Un cràter sense nom amb aproximadament el mateix diàmetre que Donner està unit a la vora nord per l'exterior. L'estructura al llarg de la paret interior s'ha suavitzat i arrodonit per una llarga història d'impactes menors.
El sòl interior és relativament pla, i està picat de verola per múltiples petits cràters. Presenta una aresta corba a la part sud de la planta que s´uneix a la paret interna, i possiblement constitueix el romanent d'una petita vora del cràter.

## Cràters satèl·lit
Per convenció aquests elements són identificats en els mapes lunars posant la lletra en el costat del punt central del cràter que està més proper a Donner.
| Donner | Coordenades                          | Diàmetre |
| ------ | ------------------------------------ | -------- |
| N      | 33° 12′ S, 97° 06′ E / 33.2°S,97.1°E | 19 km    |
| P      | 33° 30′ S, 96° 18′ E / 33.5°S,96.3°E | 39 km    |
| Q      | 34° 18′ S, 95° 36′ E / 34.3°S,95.6°E | 15 km    |
| R      | 34° 24′ S, 92° 18′ E / 34.4°S,92.3°E | 15 km    |
| S      | 32° 06′ S, 92° 54′ E / 32.1°S,92.9°E | 23 km    |
| T      | 31° 06′ S, 94° 48′ E / 31.1°S,94.8°E | 46 km    |
| V      | 30° 30′ S, 95° 42′ E / 30.5°S,95.7°E | 19 km    |
| Z      | 29° 42′ S, 97° 48′ E / 29.7°S,97.8°E | 13 km    |